# Simulium lonckei
Simulium lonckei es una especie de insecto del género Simulium, familia Simuliidae, orden Diptera.
Fue descrita científicamente por Craig, 1997.